# David Ayer
David Ayer (ur. 18 stycznia 1968 w Champaign) – amerykański scenarzysta, reżyser i producent filmowy.

## Życiorys
David Ayer urodził się w Champaign w stanie Illinois. Następnie mieszkał w południowej dzielnicy Los Angeles, zamieszkanej głównie przez ludność murzyńską i będącej siedzibą gangów. Motyw życia w świecie gangów stał się inspiracją dla wielu jego scenariuszy. Aby nie wpaść w środowisko przestępcze, porzucił szkołę średnią i zaciągnął się do marynarki wojennej, gdzie służył jako operator sonaru na atomowym okręcie podwodnym.
Po ukończeniu służby wojskowej powrócił do Los Angeles, gdzie pracował jako elektryk, a w chwilach wolnych pisał krótkie opowiadania. Wkrótce poznał znanego scenarzystę Wesleya Stricka, który namówił go do pisania scenariuszy, a także przesłał mu kilka swoich, aby mógł się na ich podstawie uczyć sposobu ich pisania.

### Kariera
Pierwszym filmem, który powstał na podstawie jego scenariusza był film wojenny U-571 z 2000 roku, opowiadający fikcyjną historię misji załogi amerykańskiego okrętu podwodnego, która ma zdobyć U-Boota U-571 z maszyną szyfrującą Enigma na pokładzie. Film uzyskał pozytywne recenzje, a Ayer od tego czasu stał się cenionym scenarzystą. Niebawem też powstały kolejne filmy na podstawie jego scenariuszy, większość z nich opowiada o walce policji Los Angeles z gangami, ale też o wewnętrznej korupcji trawiącej organy ścigania. W 2001 roku powstał Dzień próby z Denzelem Washingtonem w roli głównej, który za tę rolę dostał Oscara. W 2005 roku Ayer zadebiutował jako reżyser w filmie Ciężkie czasy, do którego też napisał scenariusz. Z kolei w 2012 napisał scenariusz i wyreżyserował film Bogowie ulicy.

## Filmografia
| Reżyser - Ciężkie czasy (2005) - Królowie ulicy (2008) - Bogowie ulicy (2012) - Sabotaż (2014) - Furia (2014) - Legion samobójców (2016) - Bright (2017) - Windykator (2020) - Pszczelarz (2024) - Fachowiec (2025) | Scenarzysta - U-571 (2000) - Dzień próby (2001) - Szybcy i wściekli (2001) - Policja (2002) - S.W.A.T. Jednostka Specjalna (2003) - Ciężkie czasy (2005) - Bogowie ulicy (2012) - Sabotaż (2014) - Furia (2014) - Legion samobójców (2016) - Windykator (2020) - Fachowiec (2025) | Producent - Dzień próby (2001) - Ciężkie czasy (2005) - Bogowie ulicy (2012) - Sabotaż (2014) - Furia (2014) - Bright (2017) - Windykator (2020) - Fachowiec (2025) |